# Belvosia weynberghiana
Belvosia weynberghiana là một loài ruồi trong họ Tachinidae.